# Kris Lang

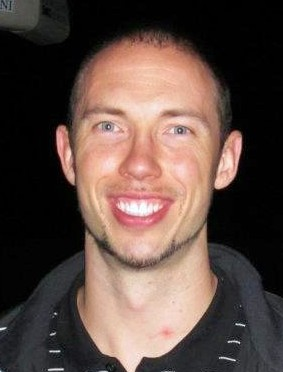
Kris Lang

Kristoffer Douglas Lang, född den 12 december 1979 i Gastonia, North Carolina, är en amerikansk professionell basketbollspelare som spelar för Türk Telekom B.K. i Turkiet. Han har också spelat för olika lag i NBA summer-league och deltog 2005 i den all-amerikanska turneringen FIBA Americas Championship för USA. Turneringen ledde för USA:s del till kvalifikation för basket-VM 2006. 